# Meicuchuca
Meicuchuca, o Meicuchuca-Zipa, fue un Zipa que gobernó el Zipazgo (una de las partes integrantes de la Confederación Muisca, en la actual República de Colombia) entre 1450 y 1470. Sucedió en el trono a su tío, Menquetá, y fue sucedido por su sobrino, Saguamanchica, de acuerdo con la tradición muisca de sucesión matrilineal.

## Leyenda
El relato que se ha conservado sobre Meicuchuca refiere que una anciana llevó a la corte del Zipa a una hermosa doncella que entró a formar parte del grupo privilegiado de las tygüi (consortes) del soberano. Meicuchuca quedó prendado de la belleza de la muchacha, al punto de que prácticamente olvidó a su güi chyty (primera consorte). Esta, movida por los celos, consultó a un chyquy (sacerdote muisca) quien, tras hacerla cumplir con una serie de ritos, ayunos y ofrendas en un santuario, le indicó que se acercara una noche a la cama del Zipa y que luego volviera para contarle lo que hubiera visto. Así lo hizo ella, y al entrar una noche en los aposentos de Meicuchuca, vio que su esposo estaba durmiendo junto a una gran serpiente, que en realidad era su joven rival convertida en ese animal durante las noches. La güi chyty salió de los aposentos en silencio y fue a contarle al chyquy lo sucedido. Éste le dijo que al otro día debía invitar a la muchacha a bañarse con ella y con otras de las tygüi en el río Bunza, o Funza (antiguo nombre del río Bogotá). Cuando estuvieron en el río y la favorita del Zipa se metió dentro del agua, inmediatamente se convirtió en una enorme culebra que se escabulló entre las ondas del río y desapareció para siempre.
Según el relato, esto sucedió en la parte baja del río, poco después del Salto del Tequendama, en las tierras cálidas donde el Zipa tenía un palacio de recreo, llamado por los españoles "La Casa del Monte". La ubicación de dicho palacio probablemente fuera el actual municipio de San Antonio del Tequendama.

## La poligamia en la sociedad muisca
La poligamia era común en la sociedad muisca. Un hombre podía tener el número de tygüi (esposas, o consortes) que fuera capaz de mantener, por lo que los gobernantes muiscas y otras personas de alta jerarquía tenían muchas esposas, aunque siempre había una primera consorte, conocida como gui chyty, o güi chyty (en muysccubun, literalmente: "primera esposa"), que tenía prelación sobre las demás. Un Zipa podía llegar a tener hasta 300 tygüi, sin contar con las criadas dispuestas para su servicio y el de sus consortes, mientras que un cacique común raramente llegaba a tener 100 tygüi.
Cuando un Zipa sabía de alguna doncella de buen parecer, podía exigirle a sus padres que sin condición la llevaran ante su presencia. Entonces el Zipa decidía si mantenerla en su casa, y de ser así, la muchacha debía permanecer desnuda y ayudar en los deberes hasta que el Zipa decidiera tener relaciones sexuales con ella. Cuando esto sucedía, la mujer ya podía vestirse y participar de los derechos de las demás tygüi.